# Фицморис, Джон Майкл
Майкл Джон Фицморис (англ. Michael John Fitzmaurice) (род. 9 марта 1950) — солдат армии США, удостоился высочайшей американской военной награды — медали Почёта, за свои действия в ходе Вьетнамской войны.

## Биография
Фицморис вступил в ряды армии США в своём родном городе Джеймстаун, штат Северная Дакота в 1969 году. В 1971 году служил в звании специалиста 4-го ранга в отряде D, второй эскадрон, седьмой кавалерийский полк, 101-я воздушно-десантная дивизия
В ходе перестрелки 23 марта 1971 года в городе Кхешань, Южный Вьетнам противник забросил в бункер взрывпакет, но Фицморис накрыл его бронежилетом и своим телом, чтобы спасти жизни товарищей. Получив серьёзные ранения и частично ослепнув, он продолжил сражаться с врагом. Его винтовка пришла в негодность от второго взрыва, и Фицморис бросился на сапёра Вьетконга, сокрушил его голыми руками и продолжил сражаться, отказываясь от медицинской эвакуации.
Фицморис оправился от своих ранений и в 1972 году ушёл в отставку. В 1973 году он был награждён медалью Почёта.
Фицморис вступил в Национальную гвардию (сухопутную и ВВС) Южной Дакоты, с 1987 года работал в местном управлении по делам ветеранов и ушёл на пенсию в 2011 году.

## Наградная запись к медали Почёта

Президент Ричард Никсон вручает медаль Почёта Майклу Фицморису в Белом доме в присутствии членов его семьи и другого награждённого.

Проявив выдающуюся храбрость и отвагу с риском для жизни при выполнении долга службы и за его пределами специалист Фицморис, третий взвод, отряд D отличился в городе Кхешань. Специалист четвёртого ранга Фицморис и трое его товарищей солдат защищали бункер, когда в область просочилась северовьетнамская сапёрная рота. В начале боя специалист четвёртого ранга Фицморис заметил, как противник забросил в бункер три взрывпакета. Осознавая неминуемую опасность для товарищей и с полным пренебрежением к собственной безопасности он выбросил из бункера два взрывпакета, набросил свой бронежилет и накрыл телом третий взрывпакет. Своим мужественным поступком, он поглотил силу взрыва и прикрыл товарищей-солдат. Несмотря на серьёзные множественные ранения и частичную потерю зрения он выскочил из бункера и вступил в бой с врагом, пока его винтовка не была повреждена взрывом вражеской ручной гранаты. В поисках другого оружия специалист четвёртого ранга Фицморис напал на вражеского сапёра и победил его в рукопашной схватке. Захватив оружие, он вернулся на первоначальную стрелковую позицию и причинил дополнительные потери атакующему противнику. Несмотря на серьёзные ранения специалист четвёртого ранга Фицморис отказывался от медицинской эвакуации, предпочитая остаться на посту. Необычайный героизм, проявленный специалистом четвёртого ранга Фицморисом с риском для жизни внёс существенный вклад в успешную оборону и спас жизни нескольких его товарищей-солдат. Эти героически действия при выполнении и перевыполнении долга службы поддержали высочайшие традиции военной службы и принесли великую честь специалисту четвёртого ранга Фицморису и армии США.
Оригинальный текст (англ.)
For conspicuous gallantry and intrepidity in action at the risk of his life above and beyond the call of duty. SPC. Fitzmaurice, 3d Platoon, Troop D, distinguished himself at Khe Sanh. Spc4. Fitzmaurice and 3 fellow soldiers were occupying a bunker when a company of North Vietnamese sappers infiltrated the area. At the onset of the attack Sp4c. Fitzmaurice observed 3 explosive charges which had been thrown into the bunker by the enemy. Realizing the imminent danger to his comrades, and with complete disregard for his personal safety, he hurled 2 of the charges out of the bunker. He then threw his flak vest and himself over the remaining charge. By this courageous act he absorbed the blast and shielded his fellow-soldiers. Although suffering from serious multiple wounds and partial loss of sight, he charged out of the bunker, and engaged the enemy until his rifle was damaged by the blast of an enemy hand grenade. While in search of another weapon, Sp4c. Fitzmaurice encountered and overcame an enemy sapper in hand-to-hand combat. Having obtained another weapon, he returned to his original fighting position and inflicted additional casualties on the attacking enemy. Although seriously wounded, Sp4c. Fitzmaurice refused to be medically evacuated, preferring to remain at his post. Sp4c. Fitzmaurice's extraordinary heroism in action at the risk of his life contributed significantly to the successful defense of the position and resulted in saving the lives of a number of his fellow soldiers. These acts of heroism go above and beyond the call of duty, are in keeping with the highest traditions of the military service, and reflect great credit on Sp4c. Fitzmaurice and the U.S. Army.
— 